# Lapiaz

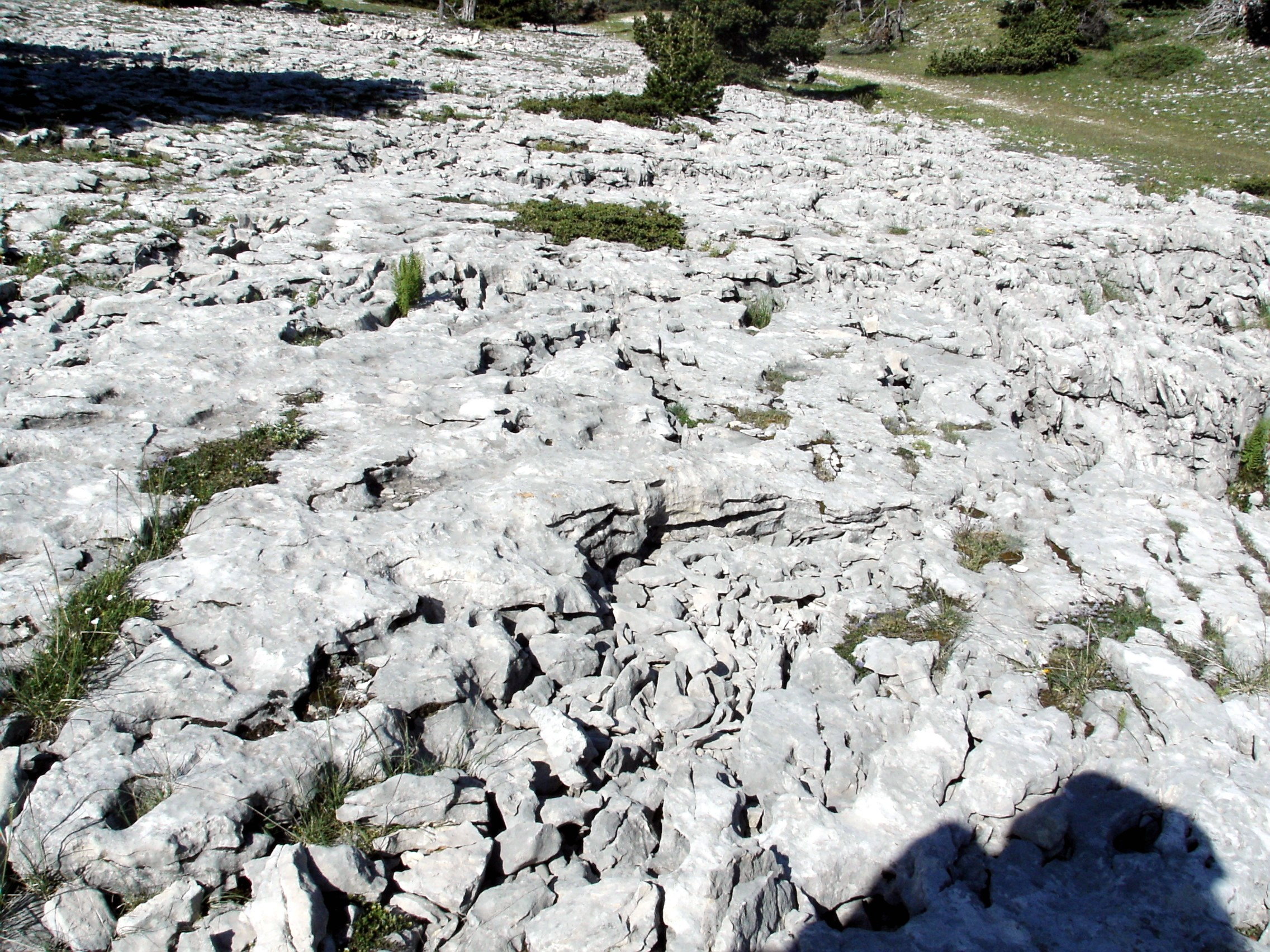
Lapiaz, Hauts Plateaux du Vercors (Frankrijk).

Lapiaz (ook wel lapiez) of kar is een karstverschijnsel dat zich voordoet aan de oppervlakte van kalksteen- of dolomietrotsen en dat gekenmerkt wordt door min of meer vlakke, blootliggende rotsplaten.
De naam lapiaz is afkomstig uit de Franse Jura. De Engelse benaming is limestone pavement of limestone barren, in Scandinavië spreekt men van alvar, in de Languedoc van cairissa of gouffre.
Daarnaast heeft alvar ook de betekenis van biotoop, een gebied waarin in dit geval een gespecialiseerde levensgemeenschap van planten en dieren zich kan vestigen.

## Ontstaan

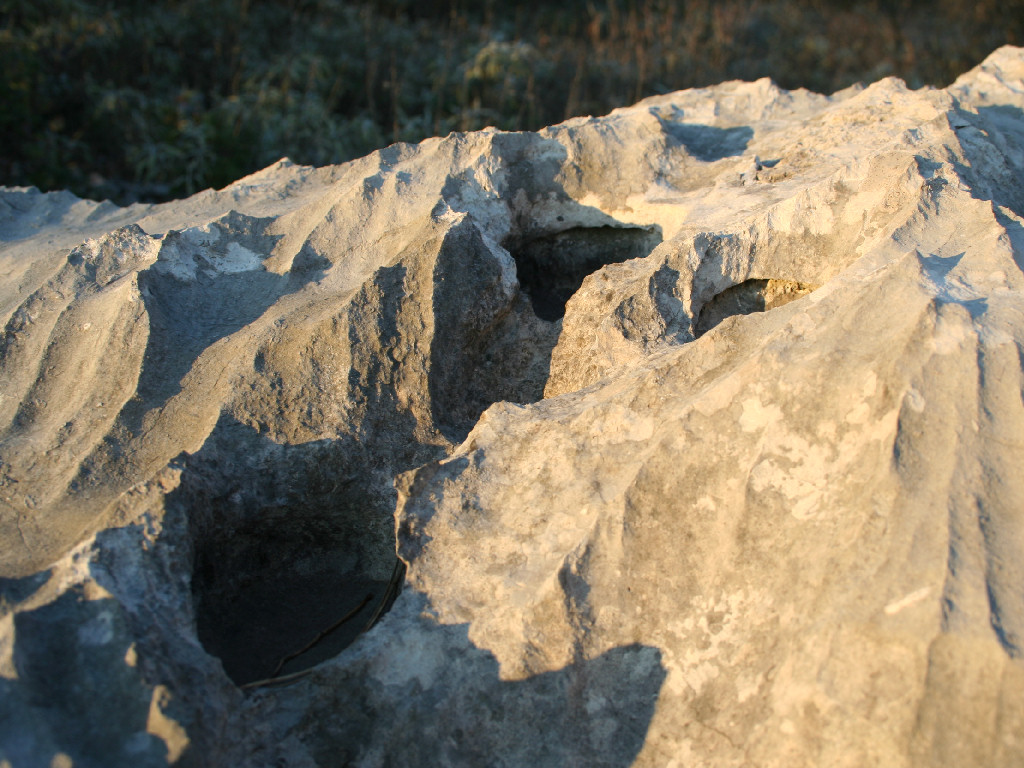
Detail van lapiaz in Slovenië.

Lapiaz ontstaat wanneer de vruchtbare bodem door bijvoorbeeld wind of stromend water, de schurende werking van gletsjers of door de golfslag wegerodeert. Zodra de beschermende bodem verdwenen is, wordt de kalksteen aangetast door het zure regenwater (chemische verwering) en door vorstverwering, waardoor kleine scheurtjes en openingen in de harde kalksteen op lange termijn uitgroeien tot spleten en kloven. Het oppervlak van de kalksteen lijkt daardoor soms op een kunstmatige bestrating, vandaar de Engelse benaming limestone pavement.
Uiteindelijk blijft er een landschap over van rechtopstaande kalksteenplaten (clints), gescheiden door diepe kloven (grikes of grykes).
Regenwater dat via de openingen in de lapiaz dieper het gesteente indringt kan daar aanleiding geven tot de vorming van karstpijpen, avens en grotten.
Aan de kenmerken van de oppervlakte kan dikwijls worden afgeleid hoe de lapiaz ontstaan is. Gletsjers laten een ruw, gestreept oppervlakte achter, terwijl een lapiaz dat door afspoeling van de toplaag ontstaan is meer afgeronde vormen toont.

## Biotopen, fauna en flora
Lapiaz vormen qua oppervlakte slechts een zeer klein percentage van de ecosystemen op aarde, zelfs in gebieden die ervoor geschikt zijn. Het is dus een zeldzaam tot zeer zeldzaam biotoop. Een biotoop bestaande uit overwegend steen, met slechts een dunne of geen vruchtbare bodem, is daarnaast ook een zeer veeleisend biotoop voor planten en dieren.
De vegetatie is meestal zeer ijl, bestaande uit zeldzame soorten die we ook op kalkgraslanden terugvinden. Mossen en lichenen zijn de meest voorkomende organismen, bomen en struiken daarentegen zijn afwezig of vertonen dwerggroei.
Verder vormen lapiaz een uitgelezen biotoop voor gespecialiseerde slakken, vlinders, reptielen en vogels.
Deze zeldzaamheid, gecombineerd met gespecialiseerde levensgemeenschappen maakt de lapiaz de moeite waard om te beschermen.

## Verspreiding
Lapiaz kan gevonden worden in kalksteengebergtes die ooit door gletsjers zijn bedekt. Bekende voorbeelden zijn te vinden in de Yorkshire Dales in Noord-Yorkshire (Noord-Engeland), en in de Burren in Ierland.
In Frankrijk is lapiaz vooral te vinden in de kalksteengebergtes rond het Centraal Massief, zoals op de Causses en in de Hérault, en rond de Alpen, onder andere in de Jura en de Vercors.
De grootste aaneengesloten oppervlakte lapiaz in Europa is te vinden in Stora Alvaret op het Zweedse eiland Öland. De vruchtbare bodem is hier slechts 0,5 to 2 cm dik en op vele plaatsen ligt de kalksteen volledig bloot. Dit landschap is opgenomen op de UNESCO Werelderfgoedlijst.

## Afbeeldingen

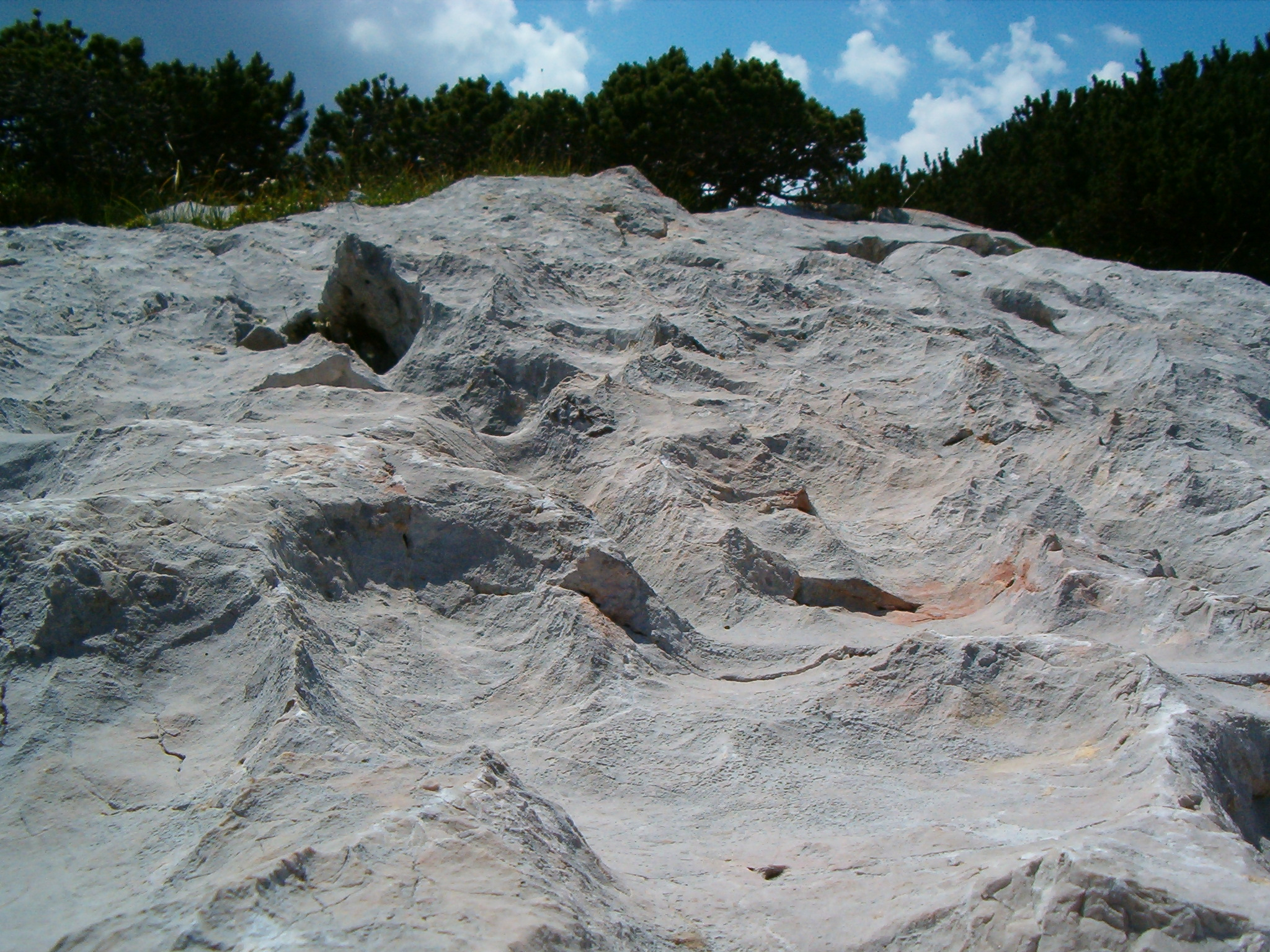
Lapiaz in Hallstat, Salzburg (Oostenrijk)
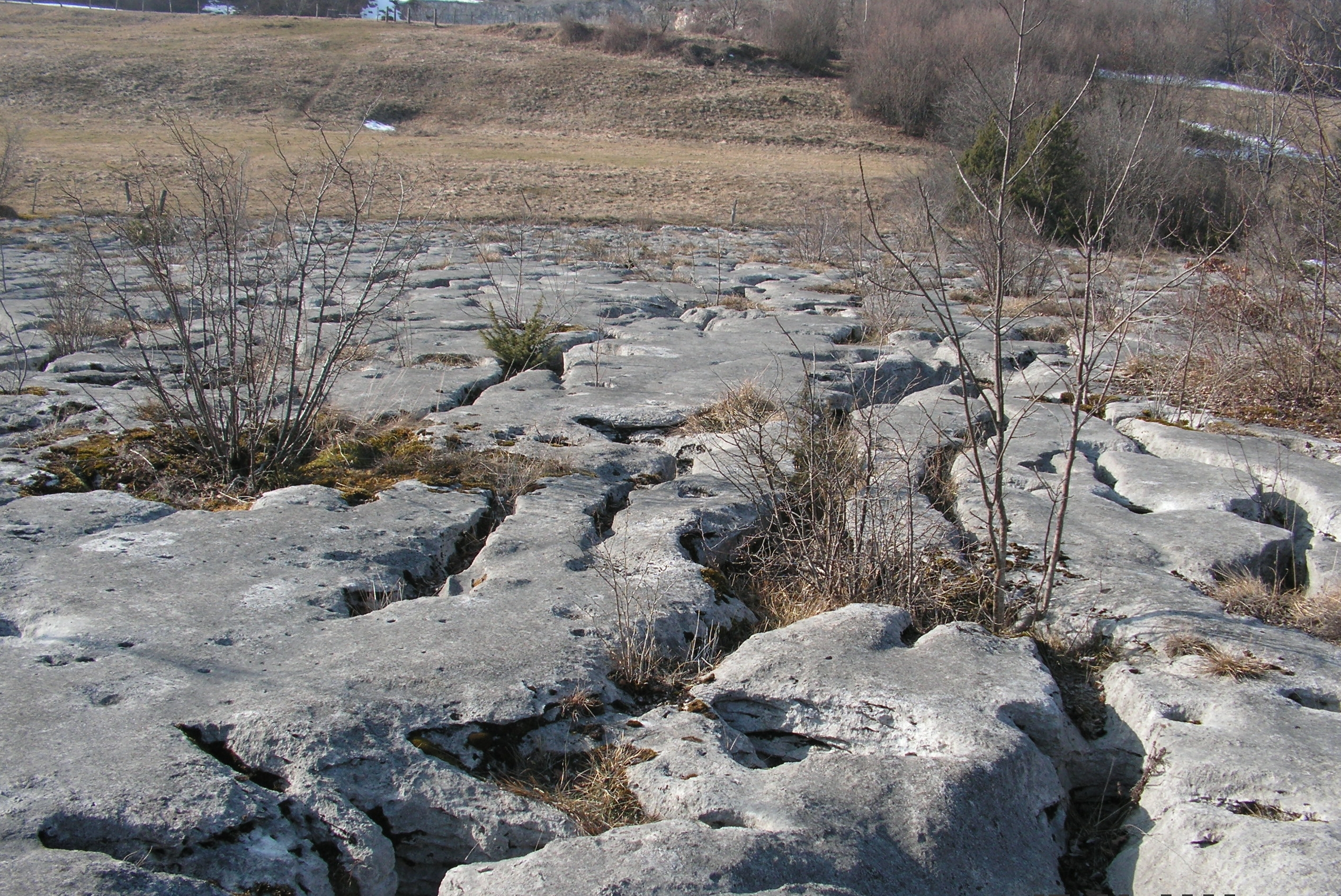
Lapiaz in Loulle, Jura (Frankrijk)
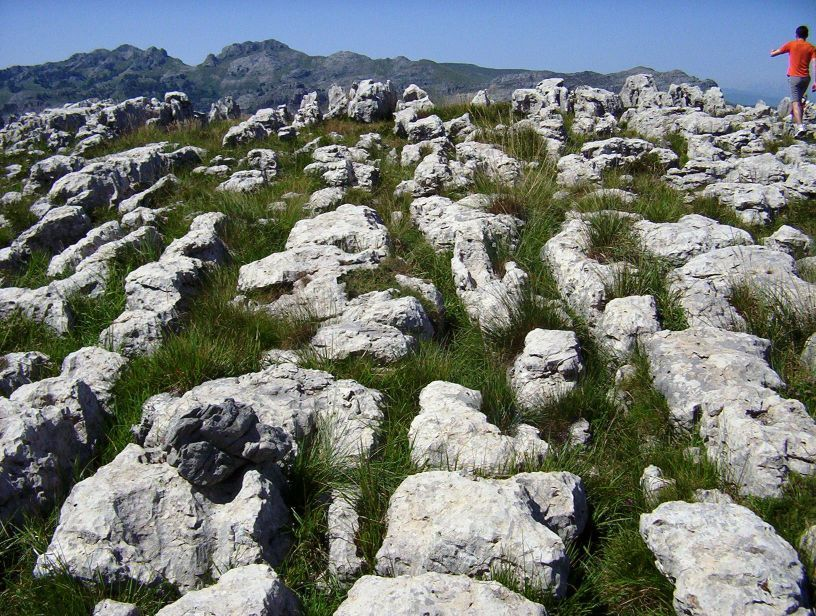
Lapiaz in Alto de Benas, Cantabrië (Spanje)
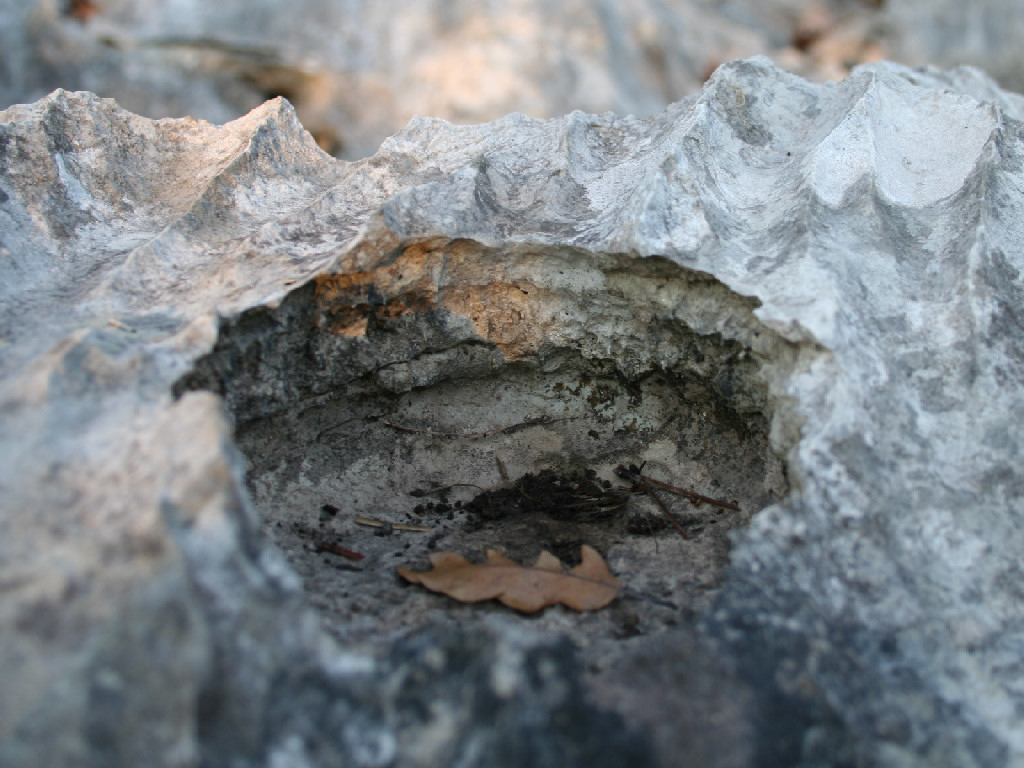
Detail van lapiaz, Karst (Slovenië)